# Nemoura zaohensis
Nemoura zaohensis är en bäcksländeart som beskrevs av Tatemi Shimizu 1997. Nemoura zaohensis ingår i släktet Nemoura och familjen kryssbäcksländor. Inga underarter finns listade i Catalogue of Life.